# Визначні пам'ятки Феодосії
 Визначні пам'ятки та фестивалі Феодосії 

## Історія
Античне поселення на території Феодосії не збереглося у вигляді скільки-небудь примітного ансамблю. Імовірно, воно знаходилося в районі сучасного Карантинного пагорба. Розкопки виявили сліди акрополя, проте на пагорбі, як і раніше знаходяться сучасні житлові будинки, що утрудняє проведення розкопок. Також було виявлено практично повністю знищене стародавнє поселення, розташоване в західній частині глиняного кар'єру Феодосійського цегельного заводу. У двох розкопах, проведених у 1994 році, були виявлені залишки напівземлянки, господарських ям, наземної кам'яно-сирцевої споруди. Знайдені матеріали (фрагменти амфор, ліпної кераміки з орнаментацією скіфського і таврійського типу) дозволяють датувати поселення третьою чвертю V-III ст. до н. е.. На території поселення був знайдений курант важільної зернотертки, монети феодосійського і пантикапейского карбування. Імовірно, що площа грецького поліса в період світанку досягала 2 гектари.

### Пам'ятки середньовіччя

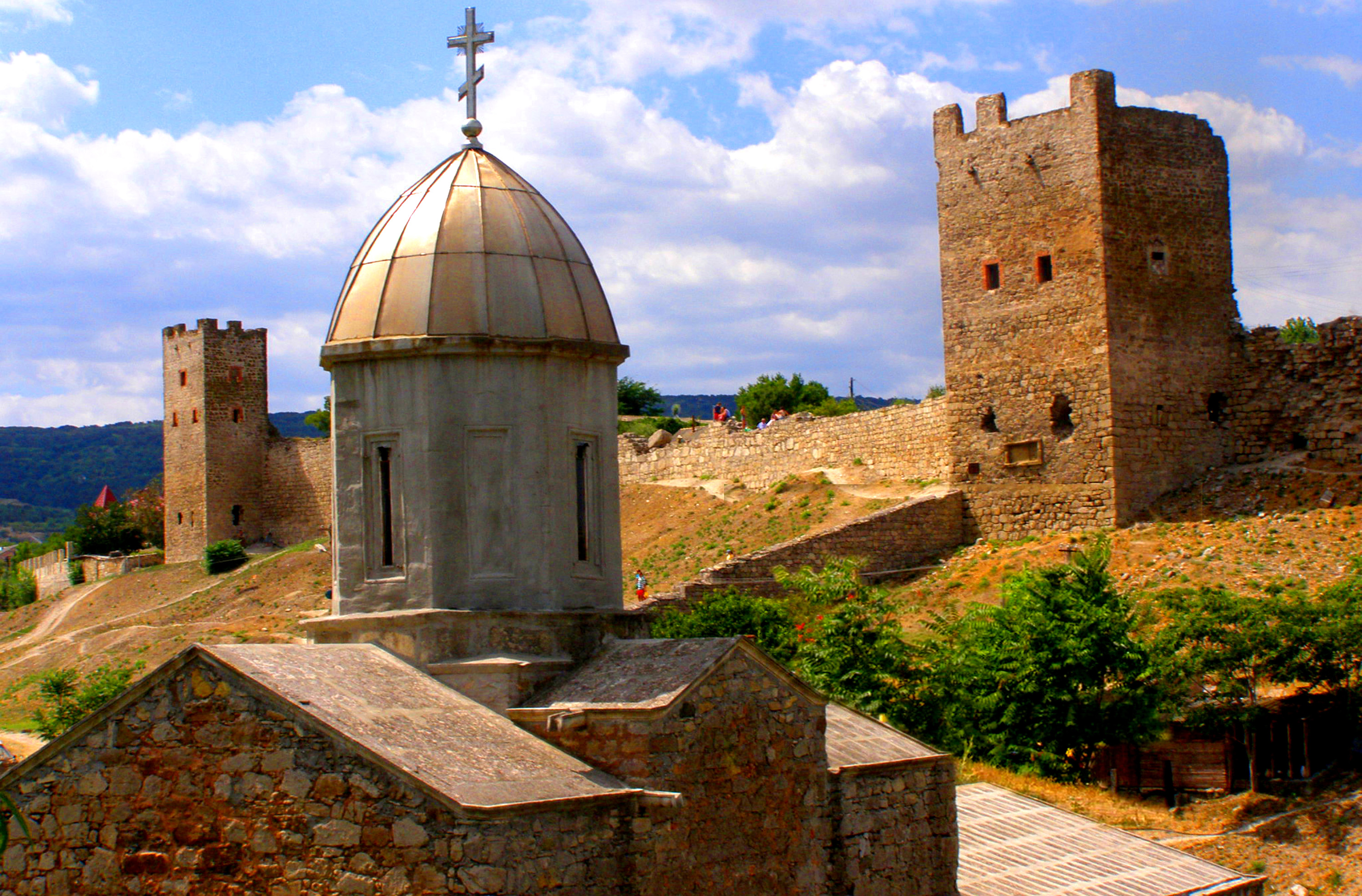
Залишки генуезької фортеці та церква Івана Предтечі

У цей час, найвідомішими з наявних споруд, є пам'ятники середньовіччя: окремі башти ( Св. Костянтина, Докова, Кругла, Хоми) і залишки цитаделі генуезької фортеці ( фрагменти стін і добре збережені вежі Кріско і Климента IV), поряд з якими збереглися стіни Айоц-берд ( «Вірменській фортеці» ), територія якої пізніше була використана як  карантин. Також до середньовічних пам'ятників відносять вірменські храми Івана Предтечі, Святого Сергія ( за основу архітектурної композиції тут покладений прямокутник з вівтарним виступом і напівкруглим склепінням, в стіни церкви вправлено безліч плит з написами вірменською мовою ), Святого Георгія, архангелів Михайла і Гавриїла ( будівлю створено з місцевого бутового каменю, увінчано витонченою банею на гранчатому барабані, дата побудови - 1408 рік), біля якого знаходився Вірменський фонтан.

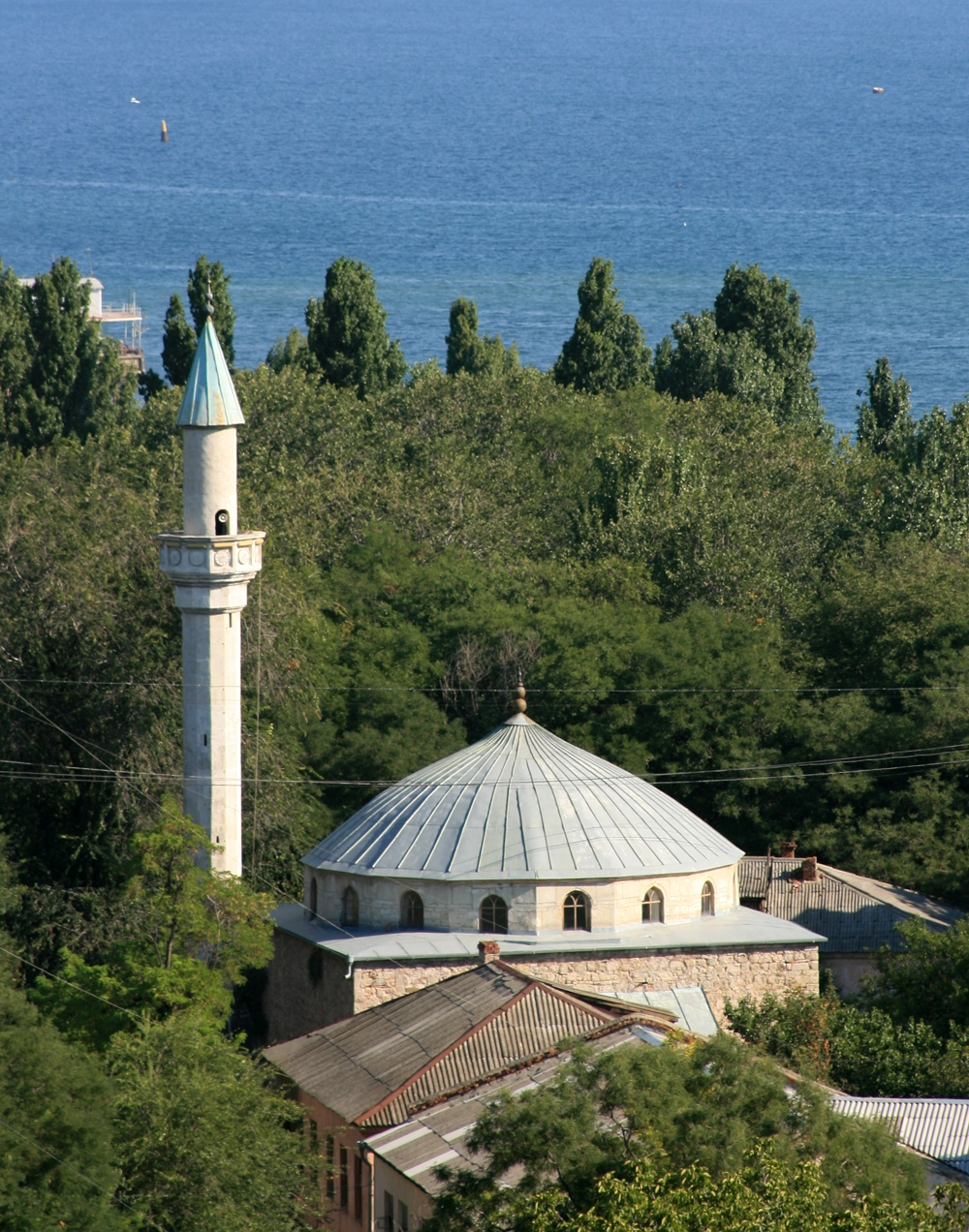
Мечеть Муфтій-Джамі

Мечеть Муфтій-Джамі - єдина збережена мусульманська культова споруда з часів панування Османської імперії. Вона була побудована у 1623 році, стіни складено з великих тесаних каменів. Мечеть неодноразово перероблялася, але й за тими деталями, які збереглися від первісної будівлі, можна зробити висновок, що в архітектурному вирішенні позначився вплив візантійських зразків і, можливо, школи видатного турецького архітектора Синана.

### 19-20 століття
Музеї та інші архітектурні пам'ятки відносяться до другої половини 19-го - початку 20-го століть:
- Картинна галерея Айвазовського ;
- Музей старожитностей (краєзнавчий);
- Музей Олександра Гріна (Феодосія) ;
- Музей Марії і Анастасії Цвєтаєвих;
- Будинок-музей Максиміліана Волошина;
- Народний музей скульптора В. Г. Мухіної;
- Музей дельтапланеризму;
- Феодосійський музей грошей ;
- Музей «Природа Кара-Дагу»
- Музей історії морського торговельного порту ;
- Музей воїнів-інтернаціоналістів;
- Фонтан "Доброму генію";
- Фонтан Айвазовського,  споруджений за проектом і на кошти художника в 1888 році [1];
- Дача Стамболі;
- Дача «Мілос».

### Храми Феодосії
- Собор в ім'я ікони Божої Матері Казанська;
- Церква Івана Предтечі;
- Церква Святого Сергія;
- Церква Георгія Побідоносця
- Церква архангелів Михайла і Гавриїла;
- Церква Всіх Святих; (церква Всіх Святих побудована в 1880-ті роки, зруйнована в 1960-ті роки, відновлена до 2004 року)
- Церква Введення в храм Пресвятої Богородиці;
- Церква Святої Катерини;
- Церква ікони Пресвятої Богородиці Іверська
- Церква Святого Димитрія

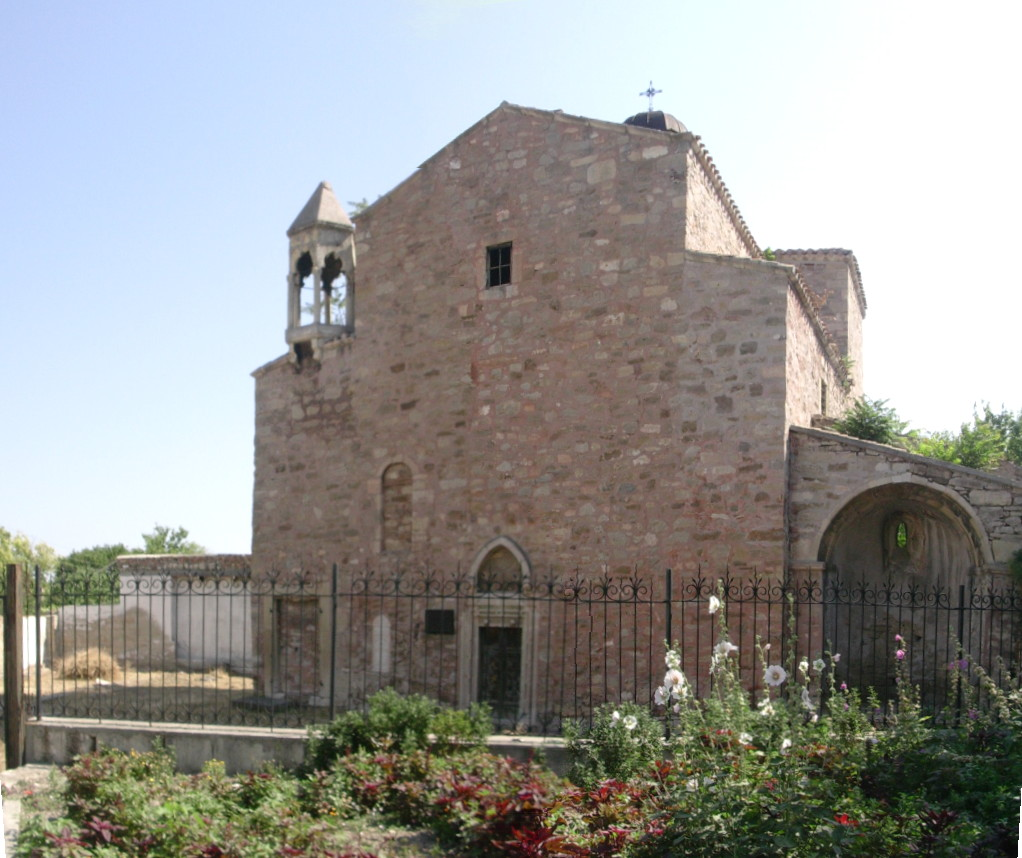
Вірменська церква архангелів Михаїла і Гавриїла 1408 року
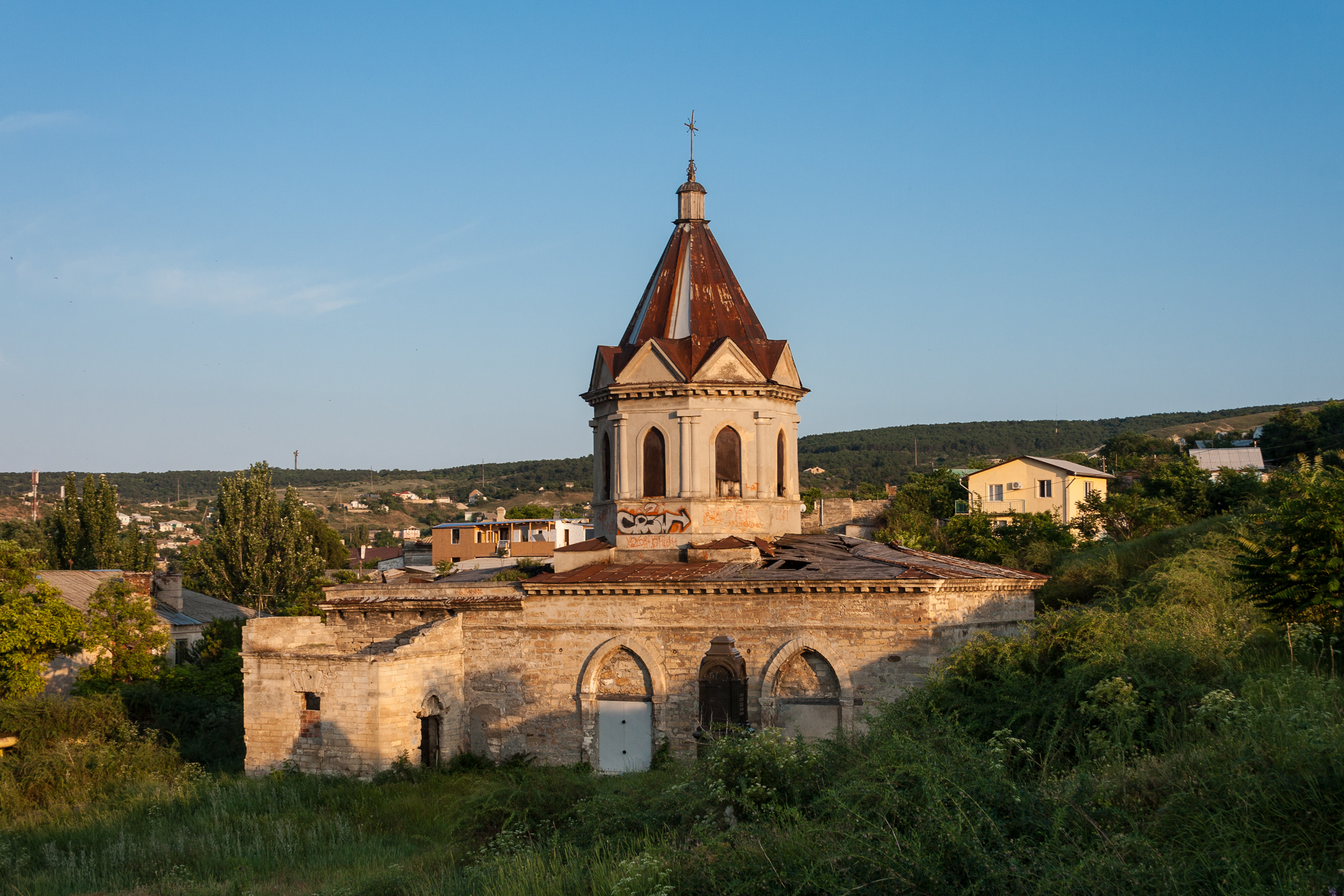
Вірмено-католицька церква 1385 р.
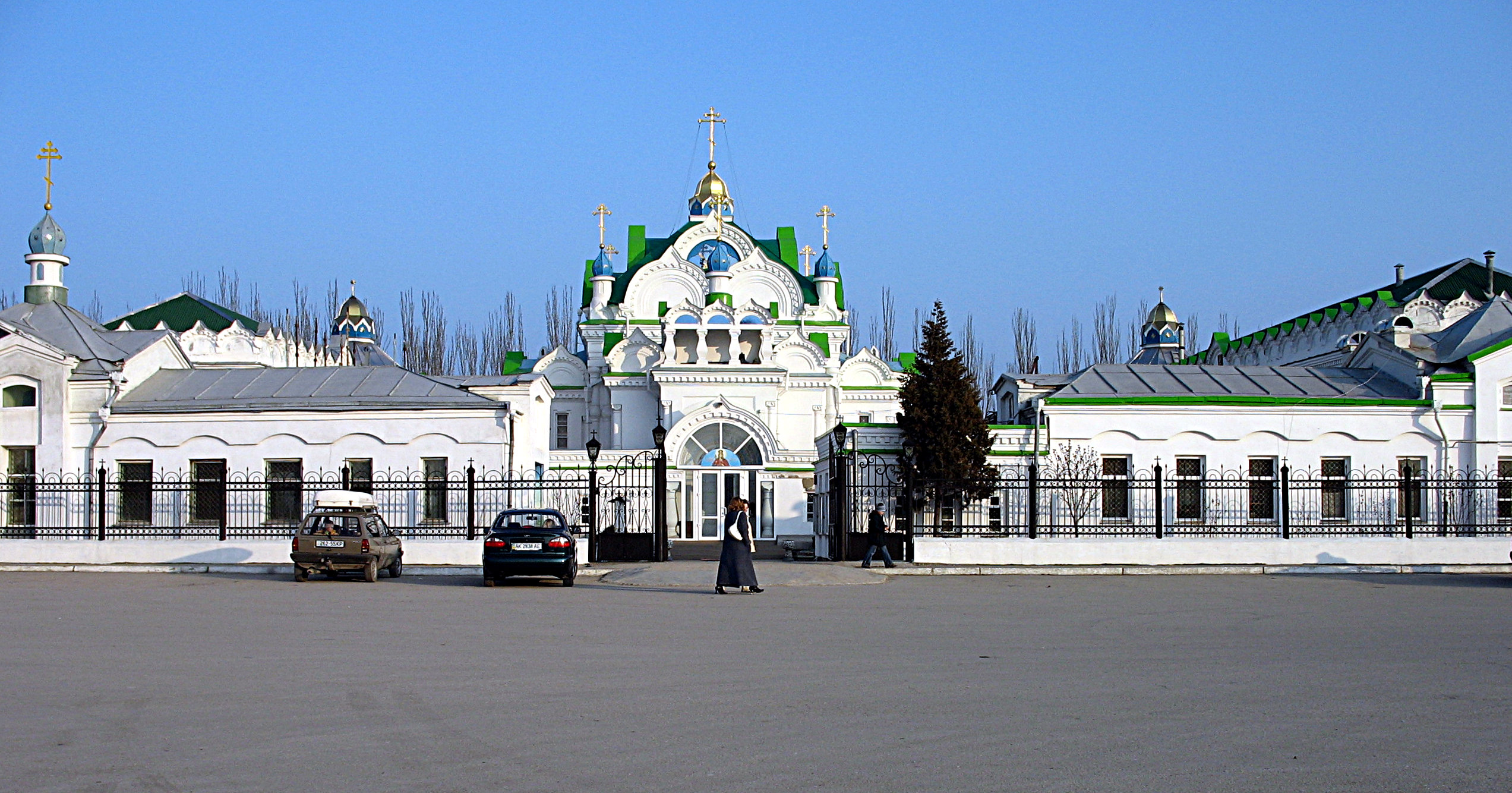
Церква св. Катерини

### Інше
Пам'ятники, що відносяться до періоду Великої Вітчизняної війни: указ про нагородження Феодосії орденом Великої Вітчизняної війни I ступеня; пам'ятні знаки, присвячені ювілеям перемоги; алея героїв на вулиці Горького (колишня Італійська). 
Церква в ім'я Введення в храм Пресвятої Богородиці, стара будівля міста, початок будівництва - VIII-IX століття Генуезька фортеця і церква Іоанна Предтечі, XIV-XV століття Картинна галерея імені Івана Айвазовського, найбільше зібрання російського художника-мариніста.
Всього на території Великої Феодосії зосереджено більш ніж 160 пам'яток історії, культури, архітектури і містобудування.

### Фестивалі, змагання, регати
- Міжнародний молодіжний туристичний фестиваль
- Фестиваль мистецтв "Кіммерійські музи"
- Міжнародний фестиваль камерної музики "В гостях у Айвазовського"
- Фестиваль авторської музики
- Фестиваль нетрадиційної моди
- Міжнародний театралізований фестиваль "Кримський ковчег"
- Міжнародний християнський фестиваль "Феодосія - богом дана"

### Змагання
- Міжнародні змагання з повітроплавання на теплових аеростатах
- Відкриті змагання гірничо-рятувальних загонів (урочище Кизилташ)
- Чемпіонат України та кубок Феодосії з автокросу
- Міжнародний турнір з дзюдо
- Відкрита першість України з велоспорту
- Парусна регата «Морське братство»